# Гимерий
Гиме́рий (др.-греч. Ἱμέριος; 315, Прусиада-на-Гипии, Дюздже, Турция — 386, Афины, Ахея, Древний Рим) — античный древнегреческий оратор, учитель риторики и софист.

## Биография
Гимерий родился в Прусиада-на-Гипии в Вифинии. Завершил своё образование в Афинах, откуда в 362 году был вызван в Константинополь императором Юлианом, возможно, для работы в качестве его личного секретаря. После смерти Юлиана в следующем году Гимерий вернулся в Афины, где основал школу риторики, которую он сравнивал со школой Исократа и Дельфийского оракула, благодаря количеству людей, стекавшихся со всех концов света, чтобы послушать его. Среди его учеников были Григорий Богослов и Василий Великий, епископ Кесарии.
В знак признания его заслуг ему были дарованы гражданские права и членство в Ареопаге. Смерть его сына Руфина и любимой дочери сильно подорвали его здоровье; в последние годы жизни он ослеп и умер от эпилепсии. В своём плаче по Руфину «Мондея» («Μονῳδία») он называет себя потомком Плутарха и Секста Херонейского. Хотя Гимерий был язычником, которого Юлиан посвятил в мистерии Митры, в его работах нет никаких нападок на христиан.
Гимерий был типичным представителем позднейших риторических школ. Фотий I прочитал его 71 речей, из которых 36 он снабдил эпитомой; 24 дошли до нас полностью и 12 лишь в фрагментах. Они состоят из эпидейктических речей в стиле Аристида, большинство из которых были произнесены по особым случаям, таким как прибытие нового правителя, посещение различных городов (Фессалоники, Константинополя) или смерть друзей или известных личностей.

### Издания и переводы на новые языки
- Himerii Declamationes et orationes cum deperditarum fragmentis. Romae: Typis Publicae Officinae Polygraphicae, 1951
- Man and the Word: The Orations of Himerius. Translated, Introduced, and Annotated by R. Penella. The Transformation of the Classical Heritage 43. Berkeley: University of California Press, 2007.
- Voelker H. Himerios, Reden und Fragmente. Einführung, Übersetzung und Kommentar (Seria Graeca. Beiträge zur Erforschung griechischer Texte 17). Wiesbaden: Reichert, 2003

### Русские переводы
- Речи 12, 17, 18, 24, эклога 17 // Памятники позднеантичного ораторского и эпистолярного искусства. М., 1964
- Речи 1, 3, 23 // Поздняя греческая проза. М., 1960

### Исследования
- Penella R. Himerius and the Praetorian Prefect Secundus Salutius // Prometheus. 32. 2006. P. 85-90
- Penella R. Himerius' Orations to His Students // T. C. Brennan, H. I. Flower (eds.). East and West: Papers in Ancient History Presented to Glen W. Bowersock, Loeb Classical Monographs 14. Cambridge, Mass., 2008. P. 127—144
- Watts E. City and School in Late Antique Athens and Alexandria. Berkeley — Los Angeles — London, 2006